# Diplocentrus ornatus
Espèce
Diplocentrus ornatus est une espèce de scorpions de la famille des Diplocentridae.

## Distribution
Cette espèce est endémique du Belize. Elle se rencontre vers Bokowina.

## Description
Diplocentrus ornatus mesure de 30 à 38 mm.

## Publication originale
- Stockwell, 1988 : Six new species of Diplocentrus Peters from Central America (Scorpiones, Diplocentridae). Journal of Arachnology, vol. 16, no 2, p. 153-175 (texte intégral).